# 베스트만란드

베스트만란드의 문장

베스트만란드의 위치

베스트만란드(스웨덴어: Västmanland)는 스웨덴 중부 스베알란드 지역을 구성하는 지방 가운데 하나로 면적은 8,363km2, 인구는 289,206명(2009년 기준)이다. 남쪽으로는 쇠데르만란드 지방과 네르케 지방, 서쪽으로는 베름란드 지방, 북쪽으로는 달라르나 지방, 동쪽으로는 우플란드 지방과 접하며 베스트만란드주와 외레브로주, 달라르나주가 이 지방에 속한다. 지방을 상징하는 꽃은 겨우살이류, 동물은 유럽노루이다.